# Reagan (película)
Reagan es una película biográfica dramática estadounidense de 2024 dirigida por Sean McNamara y escrita por Howard Klausner, basada en el libro de Paul Kengor de 2006, The Crusader: Ronald Reagan and the Fall of Communism. La película está protagonizada por Dennis Quaid como el presidente Ronald Reagan. Penelope Ann Miller, Robert Davi, Lesley-Anne Down y Jon Voight aparecen en papeles secundarios.
La fotografía principal de la película comenzó el 9 de septiembre de 2020 e incluyó lugares como Guthrie, Oklahoma. Reagan se estrenó en cines en Estados Unidos el 30 de agosto de 2024. La película ha recibido reseñas generalmente negativas de los críticos y ha recaudado más de 30 millones de dólares.

## Reparto
- Dennis Quaid como Ronald Reagan[2]
  - Tommy Ragen como joven Ronald Reagan[3]
  - David Henrie como joven adulto Ronald Reagan[4]
- Penelope Ann Miller como Nancy Reagan[5]
- Kevin Dillon como Jack L. Warner[6]
- Skip Schwink  como Jimmy Carter[7]
- Mena Suvari como Jane Wyman[8]
- Jon Voight como Viktor Novikov[9]
- Trevor Donovan como John Barletta[10]
- Lesley-Anne Down como Margaret Thatcher[11]
- Aleksander Krupa as Mijaíl Gorbachov[12]
- Cary-Hiroyuki Tagawa como Yasuhiro Nakasone[13]
- Robert Davi como Leonid Brézhnev[14]
- Scott Stapp como Frank Sinatra[15]
- Xander Berkeley como George Shultz[16]
- Moriah Peters como Loyce Whiteman[17]

## Producción
La fotografía principal de la película comenzó el 9 de septiembre de 2020. Los lugares de rodaje incluyeron Guthrie, Oklahoma. El 22 de octubre de 2020 se anunció que el rodaje se retrasó debido a la pandemia de COVID-19. Y se reanudó más tarde el 5 de noviembre de 2020. La película debía estrenarse en 2021, pero luego se fijó para un estreno a principios de 2022. En marzo de 2024, se informa que la distribuida ShowBiz Direct se anunció que la película se estrenaría el 30 de agosto.

## Estreno
Reagan originalmente iba a ser estrenada en 2021, pero luego se retrasó a una fecha no especificada. En marzo de 2024, se anunció que ShowBiz Direct distribuiría la película en cines el 30 de agosto de 2024. Facebook restringió temporalmente la publicidad de la película en su plataforma, alegando que los anuncios eran esfuerzos para influir en las elecciones estadounidenses de 2024.